# Ghazal
Il ghazal (in arabo غزل‎?) è un tipo di componimento poetico breve monorima, proprio della tradizione araba e poi di tutte le altre letterature islamiche, in primis la persiana e la turca. 
La radice araba <gh-z-l> indica "discussione", "amore". Gli argomenti affrontati sono infatti quelli amorosi, specialmente legati al tema dell'amore proibito, o erotici, bacchici, naturalistici (amore, vino, feste, natura) piegati spesso in chiave mistica.
Stando alla brevità e al tema amoroso potrebbe venire paragonato al nostro sonetto. Suggestionati dalla cultura orientale, anche autori europei si sono cimentati in questo tipo di componimento sia in tedesco, spagnolo e inglese.

## Forma
Il ghazal si distingue per alcune caratteristiche: 
- Deve essere breve, in genere si compone dai 5 ai 15 versi
- Come nella qasida tutti i versi sono doppi e hanno tutti la stessa rima: eccezione è il primo verso dove rima anche il primo emistichio
- Nel penultimo verso il poeta deve rivelare il proprio nome (takhalloṣ)
- Nella letteratura persiana, stando alla particolare struttura della lingua, la rima è sostituita dal radif, una forma verbale o anche un emistichio che si ripete sempre uguale ma con sensi diversi
- Come in tutta la poesia islamica, non possono esserci enjambement tra i distici, di modo che ogni distico deve contenere una frase (o più frasi) di senso compiuto

## Storia
Il ghazal nasce dalla qaside, il genere principe della poesia araba: la qaside si apre con il nasib, cioè un preludio di carattere erotico o bacchico, il quale poco a poco si è sviluppato come un genere autonomo grazie alla poesia higiazena araba  (vedi poesia araba). A partire dal IX secolo, col collasso dell'impero arabo e l'influenza della cultura persiana e della mistica sufi, il ghazal si diffuse in tutto il mondo musulmano, in particolar modo della letteratura persiana, che ne ha fatto il suo genere letterario forse principale.

## Autori dighazal
Tra i più celebri autori di ghazal vanno ricordati Gialāl ad-Dīn Rūmī, persiano, ma attivo a Konya in Turchia, fondatore della confraternita dei dervisci danzanti, e Ḥāfeẓ, persiano anche lui, che visse a Shiraz ed è riconosciuto come il più grande esponente di questa forma poetica in Persia. Si ricordino ancora l'azero Fużūlī e gli indiani Mīrzā Ghālib e Muḥammad Iqbal.
In Europa si ricordano Johann Wolfgang von Goethe col suo Divano occidentale-orientale, e Federico García Lorca col Divan del tamarit, raccolte poetiche ispirate alla poesia islamica.

## Curiosità
In Iran c'è la consuetudine di rivolgersi ad Hafez come ad un oracolo: aprendo a caso il libro dei suoi ghazal si leggono alcuni versi nella convinzione che aiuteranno a riflettere sulla propria situazione. Presso la tomba del poeta, a Shiraz, ci sono delle persone che per mestiere fanno questo tipo di consultazioni.